# Abdulahad Kahhorow
Abdulahad Kahhorow (tadż. Абдулаҳад Қаҳҳоров, ros. Абдулахад Кахарович Кахаров; ur. 17 kwietnia 1913 w Konibodomie, zm. 12 lutego 1984 w Duszanbe) – radziecki i tadżycki polityk, przewodniczący Rady Ministrów Tadżyckiej SRR w latach 1961-1973.
1930-1931 inspektor okręgowego wydziału pracy w Kokandzie, 1931-1933 przewodniczący grupowego komitetu związku zawodowego budowlańców w rodzinnej miejscowości, 1933-1934 przewodniczący rejonowej rady związków zawodowych, a 1934-1935 komitetu fabrycznego w miejscowej fabryce konserw. 1935-1936 sekretarz rejonowego komitetu Komsomołu w Pandżakencie, 1937-1939 zastępca przewodniczącego rejonowego komitetu wykonawczego w tym mieście, od 1939 w WKP(b), 1939-1942 kierownik wydziału propagandy i agitacji w rejonowym komitecie partyjnym, 1942 komisarz samodzielnego batalionu strzelców w Leninabadzie (Chodżencie), 1942-1943 zastępca kierownika wydziału propagandy i agitacji w Komitecie Obwodowym Komunistycznej Partii (bolszewików) Tadżykistanu w Leninabadzie, 1943-1944 I sekretarz rejonowego komitetu KPT w Kolchozczijon w obwodzie leninabadzkim (obecnie wilajet sogdyjski), 1944-1947 I sekretarz rejonowego komitetu partyjnego w Nausku w obwodzie leninabadzkim, 1947-1950 III sekretarz, a 1950-1954 II sekretarz Komitetu Obwodowego KPT w Leninabadzie. 1954-1955 przewodniczący obwodowego komitetu wykonawczego w Leninabadzie, 1955 słuchacz kursów przy KC KPZR, 1956-1961 zastępca przewodniczącego Rady Ministrów Tadżyckiej SRR i równocześnie od 1957 przewodniczący Państwowej Komisji Planowania Tadżyckiej SRR. Od 13 kwietnia 1961 do 20 lipca 1973 przewodniczący Rady Ministrów Tadżyckiej SRR i równocześnie minister spraw zagranicznych tej republiki. 1961-1976 kandydat na członka KC KPZR. Deputowany do Rady Najwyższej ZSRR od 5 do 8 kadencji.

## Odznaczenia
- Order Lenina (trzykrotnie)
- Order Rewolucji Październikowej
- Order Czerwonego Sztandaru Pracy (trzykrotnie)
- Order Wojny Ojczyźnianej II klasy

I medale.